# بيلي مارتن (لاعب كرة قاعدة)
بيلي مارتن (بالإنجليزية: Billy Martin)‏ هو لاعب كرة قاعدة أمريكي، ولد في 13 فبراير 1894، وتوفي في 14 سبتمبر 1949 في مقاطعة أرلنغتون في الولايات المتحدة.